# Jättesmultron
Jättesmultron (Fragaria chiloensis) är en rosväxtart i smultronsläktet. Den växer naturligt på Nord- och Sydamerikas stillahavskust, samt på Stillahavsöar som Hawaii.
På 1700-talet korsades jättesmultron med scharlakanssmultron (Fragaria virginiana) vilket ledde till jordgubbar (Fragaria × ananassa).

## Underarter
Arten delas in i följande underarter:
- F. c. patagonica
- F. c. chiloensis
- F. c. lucida
- F. c. pacifica
- F. c. sandwicensis

## Bildgalleri

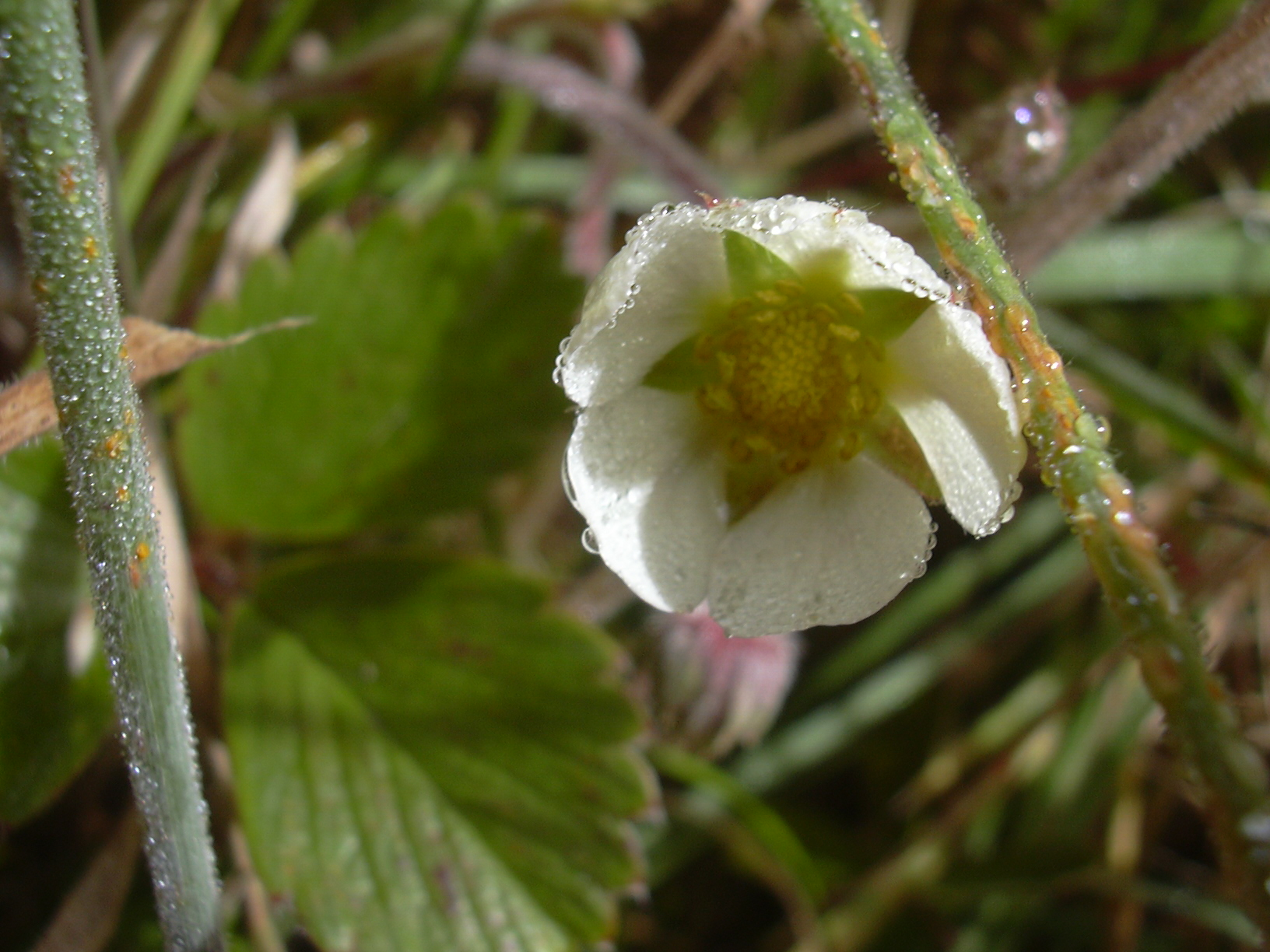
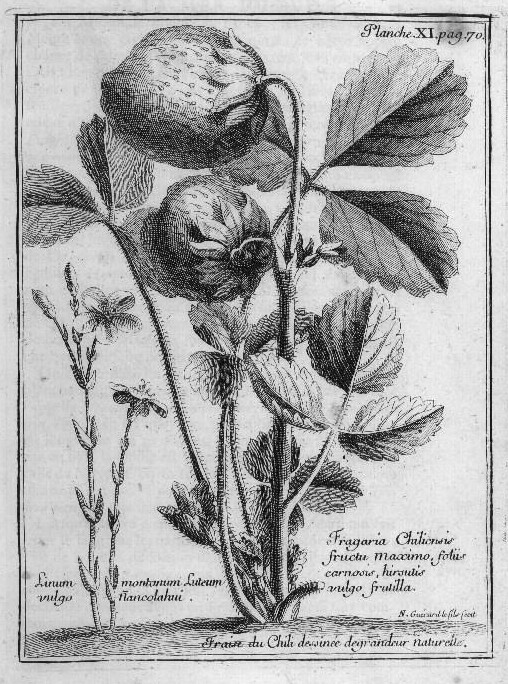
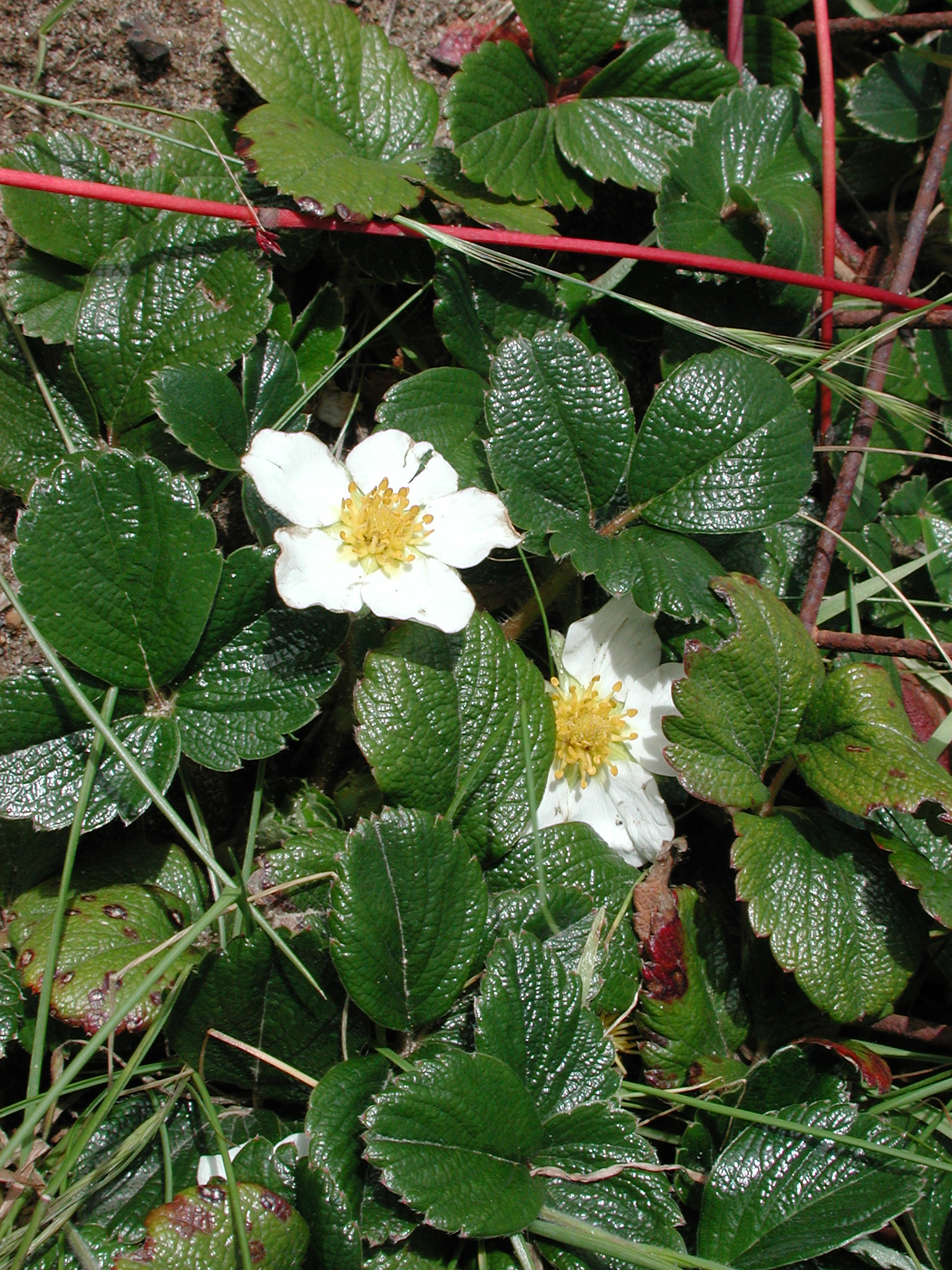
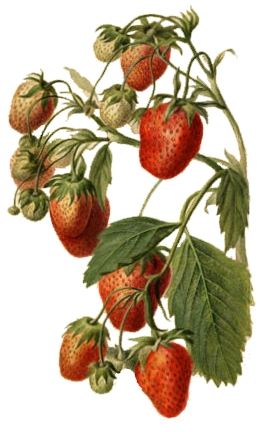
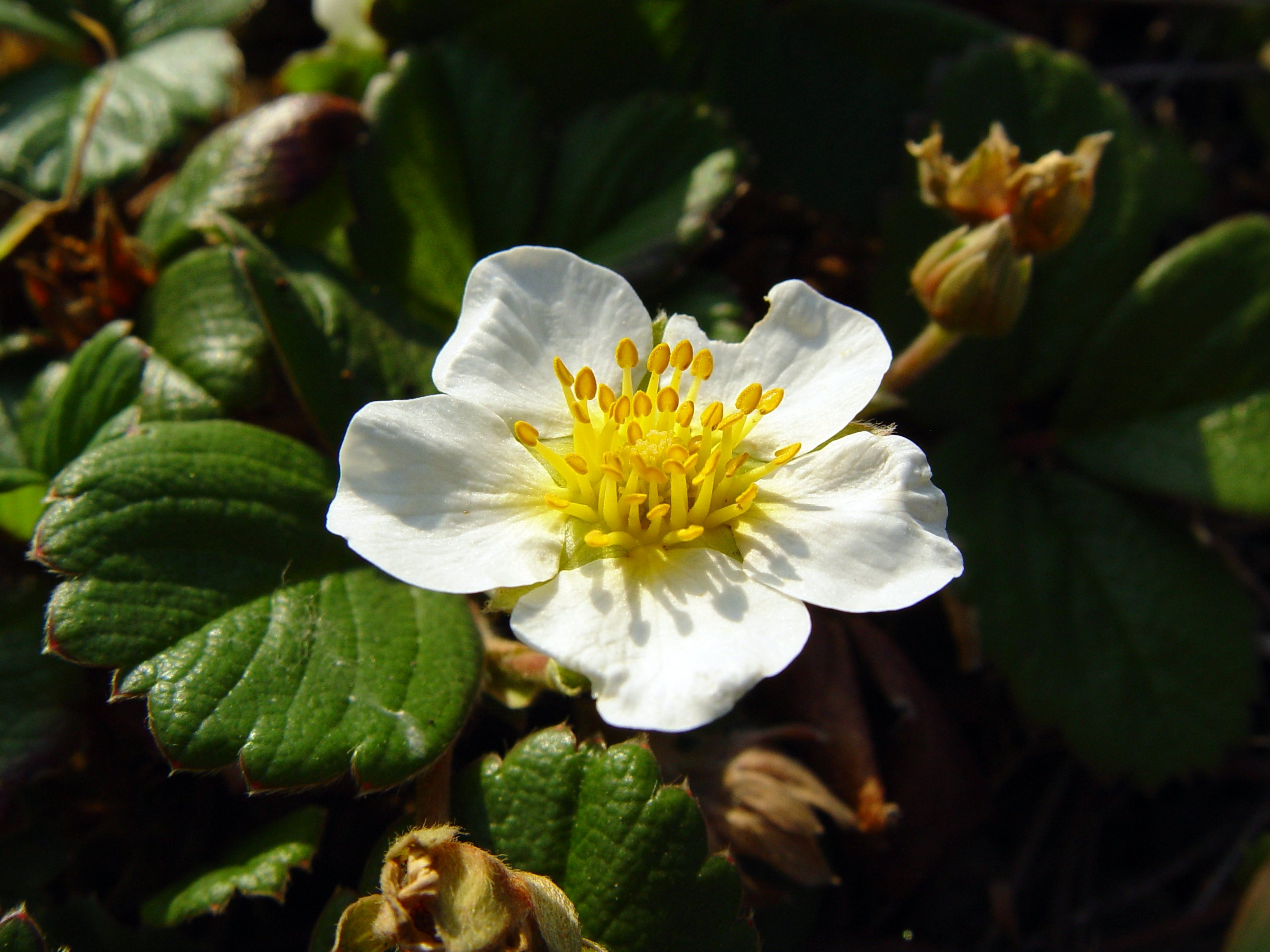